# Liste der IDW-Prüfungsstandards
Das Institut der Wirtschaftsprüfer (IDW) publiziert sogenannte „IDW-Verlautbarungen“. Nach diesen Grundsätzen können „Wirtschaftsprüfer unbeschadet ihrer Eigenverantwortlichkeit“ ihrer (Prüfungs)tätigkeit nachgehen. Zu den IDW-Verlautbarungen zählen unter anderem „IDW Prüfungsstandards (IDW PS)“, „IDW Stellungnahmen zur Rechnungslegung (IDW RS)“, „IDW Standards (IDW S)“, „IDW Prüfungshinweise (IDW PH)“ und „IDW Rechnungslegungshinweise (IDW RH)“.
Dieser Artikel enthält neben einer Einleitung über die Bedeutung der IDW-Prüfungsstandards (aus IDW PS 200) einen Überblick der IDW-Prüfungsstandards sowie die vollständige Liste der IDW-Prüfungsstandards (Stand 2010).

## Bedeutung der IDW-Prüfungsstandards
„Zu den beruflichen Aufgaben der Wirtschaftsprüfer gehört es, betriebswirtschaftliche Prüfungen – insbesondere solche von Jahresabschlüssen wirtschaftlicher Unternehmen – durchzuführen und Bestätigungsvermerke über die Vornahme und das Ergebnis solcher Prüfungen zu erteilen.“

„Gegenstand und Umfang der Abschlussprüfung leiten sich aus den gesetzlichen Vorschriften ab. Die im HGB enthaltenen Regelungen zur Prüfung des Jahresabschlusses und des Lageberichts legen den grundsätzlichen Ansatz der Prüfung fest, enthalten jedoch keine Bestimmungen über die Durchführung der Prüfung; somit liegt es im pflichtgemäßen Ermessen des Abschlussprüfers, im Einzelfall Art und Umfang der Prüfungsdurchführung zu bestimmen. Der Abschlussprüfer ist zur gewissenhaften Prüfung verpflichtet. Dabei ergeben sich unbeschadet der Eigenverantwortlichkeit die im Einzelnen zu beachtenden Kriterien auch aus der Berufsauffassung.“

„Das Institut der Wirtschaftsprüfer in Deutschland e. V. (IDW) legt […] die Berufsauffassung zu den von Wirtschaftsprüfern bei der Durchführung von Abschlussprüfungen zu beachtenden Zielen und allgemeinen Grundsätzen dar und verdeutlicht zugleich gegenüber der Öffentlichkeit den Inhalt und die Grenzen derartiger Prüfungen.“

Die IDW-Prüfungsstandards entsprechen den International Standards on Auditing unter Berücksichtigung von Anpassungen des IDWs an geltendes deutsches Recht.

## Überblick über die Prüfungsstandards
| IDW PS 100     | Zusammenfassender Standard                               |
| IDW PS 120–199 | Qualitätssicherung                                       |
| IDW PS 200–249 | Prüfungsgegenstand und Prüfungsauftrag                   |
| IDW PS 250–299 | Prüfungsansatz                                           |
| IDW PS 300–399 | Prüfungsdurchführung                                     |
| IDW PS 400–499 | Bestätigungsvermerk, Prüfungsbericht und Bescheinigungen |
| IDW PS 500–799 | Abschlussprüfung von Unternehmen bestimmter Branchen     |
| IDW PS 800–999 | andere Reporting-Aufträge                                |

## Liste der Prüfungsstandards
| Nr.        | Titel |
| ---------- | --- |
| IDW PS 140 | Die Durchführung von Qualitätskontrollen in der Wirtschaftsprüferpraxis |
| IDW PS 200 | Ziele und allgemeine Grundsätze der Durchführung von Abschlussprüfungen |
| IDW PS 201 | Rechnungslegungs- und Prüfungsgrundsätze für die Abschlussprüfung |
| IDW PS 202 | Die Beurteilung von zusätzlichen Informationen, die von Unternehmen zusammen mit dem Jahresabschluss veröffentlicht werden                                                                       |
| IDW PS 203 | Ereignisse nach dem Abschlussstichtag |
| IDW PS 205 | Prüfung von Eröffnungsbilanzwerten im Rahmen von Erstprüfungen |
| IDW PS 208 | Zur Durchführung von Gemeinschaftsprüfungen (Joint Audit) |
| IDW PS 210 | Zur Aufdeckung von Unregelmäßigkeiten im Rahmen der Abschlussprüfung |
| IDW PS 220 | Beauftragung des Abschlussprüfers |
| IDW PS 230 | Kenntnisse über die Geschäftstätigkeit sowie das wirtschaftliche und rechtliche Umfeld des zu prüfenden Unternehmens im Rahmen der Abschlussprüfung                                              |
| IDW PS 240 | Grundsätze der Planung von Abschlussprüfungen |
| IDW PS 250 | Wesentlichkeit im Rahmen der Abschlussprüfung |
| IDW PS 255 | Beziehungen zu nahestehenden Personen im Rahmen der Abschlussprüfung |
| IDW PS 260 | Das interne Kontrollsystem im Rahmen der Abschlussprüfung (ersetzt durch IDW PS 261) |
| IDW PS 261 | Feststellung und Beurteilung von Fehlerrisiken und Reaktionen des Abschlussprüfers auf die beurteilten Fehlerrisiken                                                                             |
| IDW PS 270 | Die Beurteilung der Fortführung der Unternehmenstätigkeit im Rahmen der Abschlussprüfung |
| IDW PS 300 | Prüfungsnachweise im Rahmen der Abschlussprüfung |
| IDW PS 301 | Prüfung der Vorratsinventur |
| IDW PS 302 | Bestätigungen Dritter |
| IDW PS 303 | Erklärungen der gesetzlichen Vertreter gegenüber dem Abschlussprüfer |
| IDW PS 312 | Analytische Prüfungshandlungen |
| IDW PS 314 | Die Prüfung von geschätzten Werten in der Rechnungslegung einschließlich von Zeitwerten |
| IDW PS 315 | Die Prüfung von Zeitwerten (Ersetzt durch den IDW PS 314 n.F.) |
| IDW PS 318 | Prüfung von Vergleichsangaben über Vorjahre |
| IDW PS 320 | Verwendung der Arbeit eines anderen externen Prüfers |
| IDW PS 321 | Interne Revision und Abschlussprüfung |
| IDW PS 322 | Verwertung der Arbeit von Sachverständigen |
| IDW PS 330 | Abschlussprüfung bei Einsatz von Informationstechnologie |
| IDW PS 331 | Abschlussprüfung bei teilweiser Auslagerung der Rechnungslegung auf Dienstleistungsunternehmen                                                                                                   |
| IDW PS 340 | Die Prüfung des Risikofrüherkennungssystems nach § 317 Abs. 4 HGB |
| IDW PS 345 | Auswirkungen des Deutschen Corporate Governance Kodex auf die Abschlussprüfung |
| IDW PS 350 | Prüfung des Lageberichts |
| IDW PS 400 | Grundsätze für die ordnungsmäßige Erteilung von Bestätigungsvermerken bei Abschlussprüfungen |
| IDW PS 450 | Grundsätze ordnungsmäßiger Berichterstattung bei Abschlussprüfungen |
| IDW PS 460 | Arbeitspapiere des Abschlussprüfers |
| IDW PS 470 | Grundsätze für die mündliche Berichterstattung des Abschlussprüfers an den Aufsichtsrat |
| IDW PS 480 | Prüfung von Abschlüssen, die nach Rechnungslegungsgrundsätzen für einen speziellen Zweck aufgestellt wurden                                                                                      |
| IDW PS 490 | Prüfung von Finanzaufstellungen oder deren Bestandteilen |
| IDW PS 520 | Besonderheiten und Problembereiche bei der Abschlussprüfung von Finanzdienstleistungsinstituten (aufgehoben am 25. November 2011 / ersetzt durch IDW PH 9.520.1)                                 |
| IDW PS 521 | Die Prüfung des Wertpapierdienstleistungsgeschäfts nach § 36 Abs. 1 Satz 1 WpHG |
| IDW PS 522 | Prüfung der Adressenausfallrisiken und des Kreditgeschäfts von Kreditinstituten |
| IDW PS 525 | Die Beurteilung des Risikomanagements von Kreditinstituten im Rahmen der Abschlussprüfung |
| IDW PS 560 | Die Prüfung der Schadenrückstellung im Rahmen der Jahresabschlussprüfung von Schaden-/Unfallversicherungsunternehmen                                                                             |
| IDW PS 570 | Beurteilung von Embedded Value Berichten von Versicherungsunternehmen nach Art des marktkonsistenten Embedded Value (MCEV) entsprechend den Prinzipien des CFO Forums                            |
| IDW PS 610 | Prüfung von Energieversorgungsunternehmen |
| IDW PS 650 | Zum erweiterten Umfang der Jahresabschlussprüfung von Krankenhäusern nach Landeskrankenhausrecht                                                                                                 |
| IDW PS 700 | Prüfung von Beihilfen nach Artikel 107 AEUV insbesondere zugunsten öffentlicher Unternehmen |
| IDW PS 710 | Prüfung des Rechenschaftsberichts einer politischen Partei |
| IDW PS 720 | Berichterstattung über die Erweiterung der Abschlussprüfung nach § 53 HGrG |
| IDW PS 721 | Berichterstattung über die Erweiterung der Abschlussprüfung nach § 16d Abs. 1 Satz 2 Rundfunkstaatsvertrag                                                                                       |
| IDW PS 730 | Prüfung des Jahresabschlusses und Lageberichts einer Gebietskörperschaft |
| IDW PS 740 | Prüfung von Stiftungen |
| IDW PS 750 | Prüfung von Vereinen |
| IDW PS 800 | Beurteilung eingetretener oder drohender Zahlungsunfähigkeit bei Unternehmen |
| IDW PS 810 | Die Prüfung der Substanzwertrechnung von Leasingunternehmen |
| IDW PS 821 | Grundsätze ordnungsmäßiger Prüfung oder prüferischer Durchsicht von Berichten im Bereich der Nachhaltigkeit                                                                                      |
| IDW PS 830 | Zur Prüfung Gewerbetreibender i. S. d. § 34c Abs. 1 GewO gemäß § 16 Makler- und Bauträgerverordnung (MaBV)                                                                                       |
| IDW PS 850 | Projektbegleitende Prüfung bei Einsatz von Informationstechnologie |
| IDW PS 860 | IT-Prüfung außerhalb der Abschlussprüfung |
| IDW PS 880 | Die Prüfung von Softwareprodukten |
| IDW PS 890 | Die Durchführung von WebTrust-Prüfungen |
| IDW PS 900 | Grundsätze für die prüferische Durchsicht von Abschlüssen |
| IDW PS 901 | Grundsätze für die prüferische Durchsicht von Überleitungsrechnungen nach § 4h EStG in Zusammenhang mit dem Betriebsausgabenabzug für Zinsaufwendungen (Zinsschranke) (aufgehoben am 06.06.2012) |
| IDW PS 902 | Prüfung des Soll-Ist-Vergleichs in Leistungsnachweisen über durchgeführte Vermögensanlagen |
| IDW PS 910 | Grundsätze für die Erteilung eines Comfort Letter |
| IDW PS 951 | Die Prüfung des internen Kontrollsystems beim Dienstleistungsunternehmen für auf das Dienstleistungsunternehmen ausgelagerte Funktionen                                                          |
| IDW PS 970 | Prüfungen nach dem Erneuerbare-Energien-Gesetz |
| IDW PS 971 | Prüfungen nach dem Kraft-Wärme-Kopplungsgesetz |
| IDW PS 980 | Grundsätze ordnungsmäßiger Prüfung von Compliance Management Systemen |
| IDW PS 981 | Grundsätze ordnungsmäßiger Prüfung von Risikomanagementsystemen |
| IDW PS 982 | Grundsätze ordnungsmäßiger Prüfung des internen Kontrollsystems des internen und externen Berichtswesens                                                                                         |
| IDW PS 983 | Grundsätze ordnungsmäßiger Prüfung von Internen Revisionssystemen |